# دهه ۲۰۸۰ (میلادی)
دهه ۲۰۸۰ (میلادی) دویست و هشتمین دهه تقویم میلادی است. این دهه در ژانویه ۱ سال ۲۰۸۰ آغاز و در دسامبر ۳۱ سال ۲۰۸۰  به پایان می‌رسد.

## مناسبت‌ها و پیش‌بینی‌ها
‎
ساخت ستاره پیما مشترک ژاپن و کره‌جنوبی